# Saint-Denis-le-Vêtu
Saint-Denis-le-Vêtu ist eine französische Gemeinde mit 605 Einwohnern (Stand: 1. Januar 2022) im Département Manche in der Region Normandie. Sie gehört zum Kanton Quettreville-sur-Sienne im Arrondissement Coutances. Die Einwohner werden Saint-Denisais genannt.

## Geographie
Saint-Denis-le-Vêtu liegt etwa 27 Kilometer südöstlich von Saint-Lô und etwa sieben Kilometer südsüdwestlich von Coutances in der normannischen Bocage, einer mit einer großen Anzahl an Hecken als Begrenzung landwirtschaftlicher Felder durchzogenen Landschaft. Der Vanne begrenzt die Gemeinde im Süden. Nachbargemeinden sind 
- Ouville im Norden,
- Montpinchon im Nordosten,
- Roncey im Osten,
- Quettreville-sur-Sienne mit Guéhébert im Süden und Südosten, Trelly im Süden und Südwesten und Contrières im Westen,
- Saussey im Nordwesten.

## Bevölkerungsentwicklung
| 1962                       | 1968 | 1975 | 1982 | 1990 | 1999 | 2006 | 2018 |
| -------------------------- | ---- | ---- | ---- | ---- | ---- | ---- | ---- |
| 709                        | 648  | 515  | 539  | 547  | 595  | 605  | 626  |
| Quellen: Cassini und INSEE |      |      |      |      |      |      |      |

## Sehenswürdigkeiten
- Kirche Saint-Denis aus dem 13. Jahrhundert

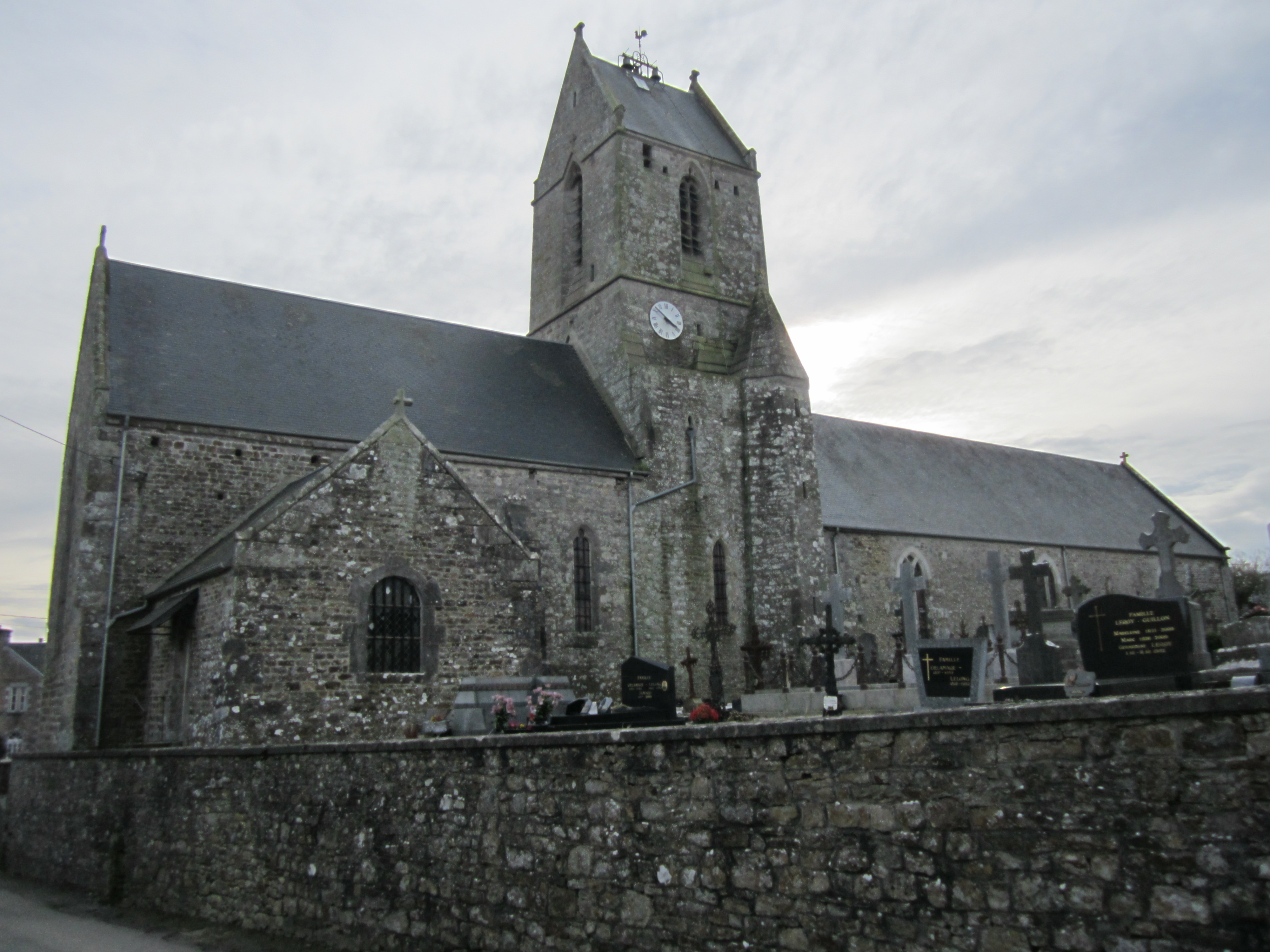
Kirche Saint-Denis

- Herrenhaus von Bosville